# Seïd Enkess
Seïd Enkess, o Saïd Abdallah (Africa subsahariana, 1821 – ...), è stato un modello sudanese attivo in Francia, celebre per essere stato immortalato nel Nubien, una delle prime sculture di Charles Cordier.

## Biografia
Seïd Enkess sarebbe nato nel 1821 circa in una regione riportata dalle fonti come Mayac o Mayak (che secondo Caroline Bressey e Hakim Adi sarebbe Mayak'elo, una località a sud di Dire Daua, in Etiopia) e avrebbe viaggiato per il Sennar e il Darfur. All'età di sette anni venne fatto schiavo a seguito di una razzia dei turchi ottomani. Venne acquistato al Cairo da un negoziante italiano, un tale signor Goria, che lo portò in Italia nel 1830. In seguito, Goria lo diede al console prussiano di stanza a Livorno, con il quale rimase quattro anni. Nel 1837-1838, passò in seguito al principe Galitzin, con il quale giunse in Francia e rimase due anni. Una volta ricevuta la libertà, iniziò a posare come modello professionale in vari studi parigini, soprattutto quello di François Rude, maestro di Charles Cordier.
Fu nello studio del maestro che Cordier incontrò il giovane nero. Colpito dalla sua bellezza, all'età di vent'anni, realizzò il busto del modello in quindici giorni, e qualche mese dopo lo espose al Salone degli artisti francesi con il nome Saïd Abdallah, de la tribu de Mayac, royaume de Darfour (Saïd Abdallah, della tribù di Mayac, regno di Darfur). Era il 1848, l'anno dell'abolizione definitiva della schiavitù nelle colonie francesi. Nello stesso anno Seïd acconsentì che venisse fatto un calco del suo busto per la società etnologica, l'attuale museo dell'uomo di Parigi. Dopo ciò, non si hanno altre notizie su di lui.

## Eredità
Il Nubiano fece parte delle opere esposte alla mostra Le Modèle noir, de Géricault à Matisse svoltasi nel 2019 al museo d'Orsay di Parigi e al Mémorial ACTe, ossia il centro caraibico d'espressione e della memoria della Tratta e dello Schiavismo, situato a Pointe-à-Pitre, nella Guadalupa. Questa esposizione era interamente dedicata ai modelli neri in Francia nel XIX secolo e nei primi anni del XX, quindi anche Enkess, e contribuì a valorizzarli.